# Luftsicherheitsbeauftragter
Luftsicherheitsbeauftragter (LSB) ist eine Berufsbezeichnung im Boden-Sicherheitsdienst an Verkehrsflughäfen. Neben dem Einsatz an Flughäfen wird der LSB insbesondere von Airlines, zulassungspflichtigen und/oder anerkannten Bodenabfertigern sowie Luftfrachtdienstleistern  behandeln und dem Bereich der Sicheren Lieferkette zuzuordnen sind, eingesetzt. In Führungsfunktionen organisiert er entsprechende Sicherheitsmaßnahmen und trägt für die Umsetzung der entsprechenden Vorgaben die Verantwortung. Er ist dabei rechtlich nicht der Geschäftsführung unterstellt, da er frei von firmeninternen Vorgaben die rechtlichen Vorgaben umsetzen bzw. durchsetzen können muss.

## Berufsbild
Luftsicherheitsbeauftragte sind bei Flughafengesellschaften, privaten Sicherheitsdienstleistern sowie bei sämtlichen Unternehmen der Sicheren Lieferkette angestellt. Zugangsvoraussetzung bildet eine anerkannte Weiter- bzw. Ausbildung gemäß Luftsicherheitsschulungsverordnung. Für manche Aufgaben ist auch ein Studium im Bereich Sicherheit oder Sicherheitstechnik erforderlich. Die Einhaltung der Zugangsvoraussetzungen wird durch die Luftsicherheitsschulungsverordnung gewährleistet, entsprechende Befähigungszeugnisse oder Zulassungen müssen vorliegen und gültig gehalten werden. Weiter muss vor Aufnahme der Tätigkeit sowie vor Zugang zu sicherheitsrelevanten Informationen (hierzu zählt auch die Ausbildung/Schulung selbst), die Zuverlässigkeit der Person von der Luftsicherheitsbehörde bestätigt werden.